# Universidade de Montpellier
A Universidade de Montpellier (em francês: Université de Montpellier) é uma universidade pública francesa.
Está situada em uma região internacionalmente conhecida pela prática de uma autêntica política de integração dos povos. Dos 244.500 habitantes que moram na cidade de Montpellier, somente 20% são nascidos lá. Em 2002, o censo mostrou: 32.190 são cidadãos estrangeiros residentes em Montpelllier, 60.000 são estudantes universitários, dos quais mais de 13% são estrangeiros.
A Universidade de Montpellier   foi fundada em 1289, sendo uma das mais antigas do mundo. Existiu entre 1289 e 1793; depois, entre 1896 e 1970, quando, por determinação da Lei Faure, de 12 de novembro de 1968, foi dividida, dando lugar a três novas universidades:
- Universidade Montpellier I [1]
- Université Montpellier II   Sciences et Techniques[2]
- Université  Paul Valéry Montpellier III[3]